# Eufrozina
Eufrozina (grč. Εὐφροσύνη) je u grčkoj mitologiji jedna od Harita, božica dražesti, ljepote i plodnosti. Njena starija sestra je Talija, a mlađa Agleja. Harite su kćeri Zeusa, vrhovnog boga, i Eurinome, ili Ereba (Tama) i Nikte (Noć).

## Etimologija
Eufrozinino ime potječe od grčke riječi "eufrosenu", što znači "radost". Po ovoj božici je nazvan jedan asteroid, njoj u čast - 31 Eufrozina. Ime se i danas koristi u Grčkoj, u obliku Effrosini.

## Karakteristike
Eufrozina je lijepa mlada božica, koja se često prikazuju kako pleše sa sestrama. Takđer, prijateljica je Afrodite i njezina pomoćnica. Eufrozina i sama ima pratioca - to je Akratos.

## Mitologija
Harite su dužne pobrinuti se za ljepotu svakog čovjeka prije no što se rodi. Tako Talija daje šarm i moć uživanja, a Agleja tjelesnu ljepotu. Eufrozina daje unutarnju, dakle duševnu ljepotu.